# HD 167257
HD 167257，又名CD-5111460，SAO 245372、HR 6821，是一颗恒星，视星等为6.06，位于銀經343.13，銀緯-15.73，其B1900.0坐标为赤經18h 9m 8.2s，赤緯-51° -15.73′ 59″。